# Epigynopteryx coffeae
Epigynopteryx coffeae är en fjärilsart som beskrevs av Louis Beethoven Prout 1934. Epigynopteryx coffeae ingår i släktet Epigynopteryx och familjen mätare. Inga underarter finns listade i Catalogue of Life.